# Trichura fumida
Trichura fumida là một loài bướm đêm thuộc phân họ Arctiinae, họ Erebidae.